# Alofon
Alofon ve fonetice a fonologii označuje jeden z možných zvuků, tedy způsobů artikulace určitého fonému. Alofon na rozdíl od fonému nebývá v písmu odlišován odpovídajícím grafémem.

## Příklady: alofon vs. foném
Nejčastěji vlivem okolních hlásek může docházet ke změně místa tvoření (artikulace) hlásky a tím k její asimilaci. Například hláska [ŋ] je v češtině považována za alofonní k psanému /n/ před velárními plozivami /g/ a /k/, např. ve slově banka. Dochází zde k posunu místa okluze (závěru) z dásňového oblouku na měkké patro, čímž se obě souhlásky vysloví na shodném místě. Výslovnost skupiny /ng/ nebo /nk/ se tím stává jednodušší. Naproti tomu v angličtině je /ŋ/ samostatným fonémem, tj. je třeba při výslovnosti pečlivě rozlišovat [ŋ] a [n], neboť různá výslovnost těchto dvou hlásek mění význam slov. Srov. např. ban [bæn] (zákaz) a bang [bæŋ] (bum).
Jiným příkladem alofonní výslovnosti je například ztráta znělosti souhlásek na konci slov v češtině. Např. /f/ se jako samostatný foném v domácích českých slovech vyskytuje velmi zřídka a obvykle je jen neznělou realizací (alofonem) jinak znělého /v/, např. ve slově ostrov [ostrof], v ostatních tvarech slova se vyslovuje [v]: ostrovy [ostrovɪ]. Fonémem je /f/ např. v cizím slově fyzika.

## Distribuce alofonů

### Komplementární distribuce
Obměny realizace určitého fonému u stejného mluvčího (skupiny mluvčích) v závislosti na pozici ve slově a hláskovém okolí (poziční obměny). Různé realizace téhož fonému se nemohou vyskytovat ve stejné pozici. Tyto realizace by však měly být akusticky podobné, aby mohly být považovány za alofony téhož fonému.
Např. v angličtině je foném /l/ realizován jako „jasné“ [l], pokud předchází samohlásce. V ostatních pozicích se realizuje jako „temné“ velarizované [ɫ].

Hláska [h] se v angličtině vyskytuje pouze na začátku slabiky (v pretuře), zatímco [ŋ] může být jen v koncové pozici slabiky (v kodě). Přesto nejsou považovány za poziční varianty téhož fonému, neboť jsou akusticky vnímány jako značně odlišné.
Asimilace místa tvoření (viz příklady výše) rovněž náleží k tomuto typu.

### Volné varianty
Různé realizace fonému ve stejné pozici u různých mluvčích. V němčině jsou např. přípustné různé realizace fonému /r/ ([r], [ʁ], [ʀ]), jejichž využití se liší regionálně.
Výslovnost spisovné češtiny obvykle volné varianty nepřipouští. Veškeré tyto obměny jsou považovány za nářeční.